# Віреон світлобровий
Віреон світлобровий (Vireo gilvus) — дрібний комахоїдний птах з роду віреон (Vireo) родини віреонових (Vireonidae).

## Назва
Українська видова назва походить від характерної світлої смужки понад оком. Англійська назва англ. warbling vireo пов'язана з постійним жвавим щебетом пташки.

## Поширення
Ареал віреона світлобрового практично повністю покриває значну частину північноамериканського континенту, окрім півночі Аляски та крайньої півночі Канади. На півдні включає Мексику, Центральну Америку, за винятком Флориди і Карибів. Гніздиться переважно на узліссях листяних, а також мішаних лісів; любить відкриті і напіввідкриті ландшафти, часто вздовж потоків і рік, у вологих заболочених місцевостях.